# Ludvik II. Bavarski
Ludwig Friedrich Wilhelm (Nemško:Ludwig Otto Friedrich Wilhelm; Angleško: Louis Otto Frederick William), znan zlasti kot Ludvik II. Bavarski, bavarski kralj; * 25. avgust 1845, München, Bavarska, † 13. junij 1886 v jezeru Würmsee (danes Starnberger See), Nemčija.
Ludvik II. Bavarski, iz nemške plemiške družine Wittelsbach, je postal bavarski kralj 10. marca 1864, vladal pa je do svoje smrti leta 1886.
Na prestol je prišel z osemnajstimi leti, že po dveh letih vladanja pa je Bavarsko skupaj z Avstrijo vodil v vojno proti Prusiji, ki je trajala le nekaj tednov, Bavarci pa so bili poraženi. Ko se je šest let za tem v francosko-pruski vojni postavil na stran Prusov, ki so to vojno zmagali, se je Bavarska priključila novemu Nemškemu cesarstvu, ki ga je vodila Prusija. Kljub očitni podrejenosti so Bavarci ohranili svojo avtoriteto in imeli (skromno) moč odločanja, ki pa Ludvika ni prav nič zanimala, ta se je namreč vse bolj oddaljeval od vsakodnevnih problematik in se popolnoma predal arhitekturi, glasbi, gledališču ter ekstravagantni umetnosti. Veliko svojega denarja je poslal svojemu najljubšemu skladatelju Richardu Wagnerju. Svoje prihodke (letno okoli 2700 000 mark) je porabil za izgradnjo treh gradov, ki so se zgledovali predvsem po Versajski palači. Najbolj znani med njimi je pravljični grad Neuschwanstein. Njegovi projekti so ustvarili na stotine delovnih mest za lokalne delavce in umetnike, prinesli pa so tudi ogromne količine denarja v sicer revnejše predele. 

### Neuschwanstein
Grad Neuschwanstein (novi labodji kamen) je dramatična utrdba iz obdobja romantike, postavljena na alpski vzpetini nad Ludvikovim otroškim domovanjem, gradom Hohenschwangau. Ludvik je temelje svojega gradu na dih jemajočem vrhu gore postavil leta 1869. Notranje stene gradu so porisane s freskami, ki prikazujejo ključne scene Wagnerjevih opernih del, kot so Tristan in Izolda, Lohengrin, Tannhäuser , Parsifal ter malce bolj realno delo Mojstri pevci.  

### Linderhof
Linderhof je edini izmed Ludvikovih dvorec, ki je bil dokončan v času njegovega življenja (1878). Ta grad še najbolj spominja na stil rokokoja, kar je precej opazno v njegovih strogih in urejenih vrtovih. Poleg same stavbe je bilo na posesti mnogo drugih atrakcij, kot je Venerin grotto (majhna jama, zalita z vodo) osvetljen z elektriko, kjer se je Ludvik rad peljal v čolničku, majhna koča, ki je bila replika te, ki jo je Ludvik videl v Wagnerjevi operi Valkira. Opremljena je bila z umetnim drevesom in mečem v njem(v operi Sigmund iz drevesa potegne meč). Ta koča je bila uničena leta 1945, a je bila replika te koče znova postavljena leta 1990. Poleg nje je tudi vrt, poln rož, kjer si je kralj vzel čas za počitek in branje. 

### Herrenchiemsee
Grad Herrenchiemsee so do konca zgradili leta 1878, še najbolj pa spominja na Versajsko palačo. Ludvik štirinajsti, sončni kralj Francije je bil namreč eden največjih vzornikov Ludvika drugega Bavarskega. 

### Ljubezensko življenje
Kot kralja so Ludvika že od malih nog postavljali pod pritisk, naj svoji družini zagotovi potomca. Zato se je leta 1867 zaročil s svojo sestrično, vojvodinjo Sofijo. Temeljni razlog za njegovo izbiro življenjske sopotnice je bila njuna skupna ljubezen do Richarda Wagnerja, tako ji je nekoč v pismu zapisal "glavna sestavina najinega odnosa je bila vedno Wagnerjeva izjemna usoda"
Kljub tej močni skupni ljubezni do Wagnerja pa se njuna zaroka ni iztekla, Ludvik je namreč datum poroke večkrat prestavil naprej, dokler je ni dokončno odpovedal oktobra. Sofija se je kasneje poročila s princem Ferdinandom, vojvodo iz Francije. 
Ludvik se tako nikoli ni poročil, v zgodovinskih virih pa ni niti dokazov o kakšni ljubici. Razlog za to je opisan v njegovih dnevnikih, pismih ter ostalih osebnih dokumentih, imel je namreč zelo močna istospolna nagnjenja. Z veliko truda jih je uspel zadrževati in je tako nadaljeval svoje življenje po naukih Rimokatoliške Cerkve. Čeprav homoseksualnost na Bavarskem med letoma 1813 ter 1871 ni bila kazniva, bi bil škandal istospolno usmerjenega monarha za kraljevo družino najverjetneje smrtonosen udarec.
Izvirniki Ludvikovih dnevnikov od leta 1869 dalje so bili izgubljeni v drugi svetovni vojni, vse kar je ostalo od njih, pa so kopije, ki so bile ustvarjene leta 1886 z namenom razkrinkanja Ludvika.

### Odstavitev
Desetega junija leta 1886 ob štirih zjutraj je skupina častnikov, poslana od vlade, vkorakala v Neuschwanstein in Ludviku dostavila odstavitveni dokument ter nalog za njegovo aretacijo. Na to je Ludvika že uro poprej obvestil njegov zvesti služabnik, Fritz Osterholzer, kar je dalo Ludviku dovolj časa, da je lokalni policiji naročil, naj ga varujejo, in so tako prišleke pričakali in odgnali s svojim orožjem. Ko so odhajali, jih je napadla 47-letna baronesa Spera von Truchseß, ki jih je iz vdanosti kralju potolkla s svojim dežnikom ter jih prepoznala in njihova imena predala Ludviku. Ta jih je dal zapreti za nekaj ur in jih kasneje spustil.
Kasneje istega dne je vlada pod premiejem Johannom von Lutzem javno postavila Ludvikovega strica Luitpolda za princa. Kraljevi prijatelji so mu dopovedovali, naj zbeži ali pa se vsaj pokaže v Munchenu, da ljudstvo spet pridobi na svojo stran. Zanj so sestavili uraden dopis, v katerem bi ljudstvu sporočil, da njegov stric poskuša oblast prevzeti proti Ludvikovi volji tako, da reče, da je Ludvik duševno moten. Časopise s to izjavo je vlada hitro prestregla, plan pa se je sfižil. Kasneje se je Ludvik odločil za prvo možnost, a je bil prepozen, saj je dvanajstega junija na njegocva vrata prihitela že druga skupina častnikov. Kmalu po polnoči je bil kralj zajet, ob štirih zjutraj pa so ga odpeljali v kočiji. V njej ga je čakal doktor Gudden. Ludvik ga je vprašal, kako ga lahko razglasi za duševno motenega, če ga še nikoli ni videl, kaj šele pregledal. Ta mu je odgovoril, da je dokazov dovolj, zanašal se je namreč na izjave Ludvikovih strežnikov. Ludvika so premestili v grad Berg na obali jezera Starnberg. 

### Smrt
Popoldne naslednjega dne, trinajstega junija, je doktor Gudden kralja pospremil na sprehod po posestvu. Ob dvojici sta hodila tudi dva služabnika. Doktor je ob povratku svojim doktorskim prijateljem izrazil svoj optimizem za pacientovo izboljšanje, po večerji, ob približno šestih zvečer pa je Ludvik doktorja povabil na ponoven sprehod, tokrat ob jezeru. Doktor se je s predlogom strinjal, služabnikom pa je naročil, naj ostanejo v gradu. 
Kralja in doktorja so zadnjič videli okoli 18.30 tistega večera, vrnila naj bi se do devetih zvečer, a ju ni bilo nazaj. Po dvournem iskanju so njuna trupla našli v jezeru, z glavo in rameni nad vodo. Kraljeva ura se je ustavila ob 18.54, stražarji na posestvu pa niso videli in slišali ničesar posebnega.
Ludvikova smrt je bila uradno opisana kot samomor, a je v uradnem obdukcijskem poročilu zapisano, da v Ludvikovih pljučih ni bilo vode. Kralj je bil zelo močen plavalec, voda, v kateri so ju našli, pa je bila globoka le do pasu. Med svojo osebno krizo ni izrazil nikakršnih samomorilskih želj. Na Guddenovem telesu so našli sledi udarcev v glavo ter znake davljenja. 
Glede kraljeve smrti krožijo različne teorije, najbolj verjetna je ta, da je bil umorjen med poskusom pobega iz gradu. Njegov osebni ribič, Jakob Lidl je bil namreč prisiljen zapriseči, da dogodkov tega večera ne bo povedal nikomur, niti svoji ženi na smrtni postelji. Tega se je (vsaj oralno), tudi držal, so pa po njegovi smrti našli njegove zapiske, na katerih je pisalo, da se je skril v grmovje ob jezeru in tam v čolnu čakal na kralja, da ga odpelje na varno. "Ko je kralj pristopil do čolna in vanj zakorakal z eno nogo, je odjeknil strel, ki je kralja ubil na mestu. Čeprav poročilo o obdukciji ne omenja nobenih brazgotin ali strelnih ran na kraljevem truplu je grofica Josefina von Wrba-Kaunitz leta kasneje svojim gostom pokazala siv plašč z dvema strelnima luknjama, ki naj bi ga Ludvik nosil tistega usodnega večera. Druga teorija je ta, da je Ludvik med pobegom zaradi hladne vode (prbl. 12°C) doživel kap.
Tri leta po njegovi smrti so ob mestu, kjer so našli njegovo truplo postavili kapelico ter križ, vsakoletna komemoracijska slovesnost pa se tam zgodi trinajstega junija. 